# Pesanta

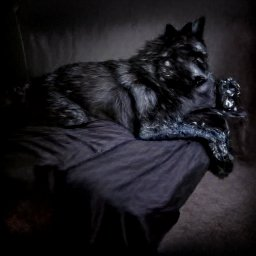
Pesanta.

En la cultura popular catalana, la Pesanta es un animal mitológico con forma de perro enorme (raramente un gato), que se mete por las noches en las casas y se coloca en el pecho de la gente, dificultando la respiración y provocando angustia y pesadillas.
Su aspecto es peludo y negro, con patas de acero, pero agujereadas de tal forma que no puede coger nada de la tierra sin que se le caiga. Es difícil de observar, porque si alguien se despierta, sale corriendo y no da tiempo más que a ver una sombra que huye.

La Pesanta, perrazo negro, grueso y pesado cual plomo, intensamente peludo, con una terrible pata de hierro, con la que zurra a cuantos halla a su paso de noche por la calle. Pasa por el ojo de las cerraduras, por debajo de las puertas y, si le precisa, se filtra por las paredes. Se complace poniéndose encima del pecho durante el sueño y oprime la respiración, provocando pesadillas y sueños muy agitados y desesperados. Joan Amades, «Los ogros infantiles», Revista de Dialectología y Tradiciones Populares, 13, 1957, p. 262.

La figura de la Pesanta está relacionada con una parasomnia llamada parálisis del sueño. Quien la sufre, despierta del sueño pero no se puede moverse. En ese estado, hay hiperacusia y se experimentan percepciones similares a las alucinaciones.